# Ragnhild Thorell

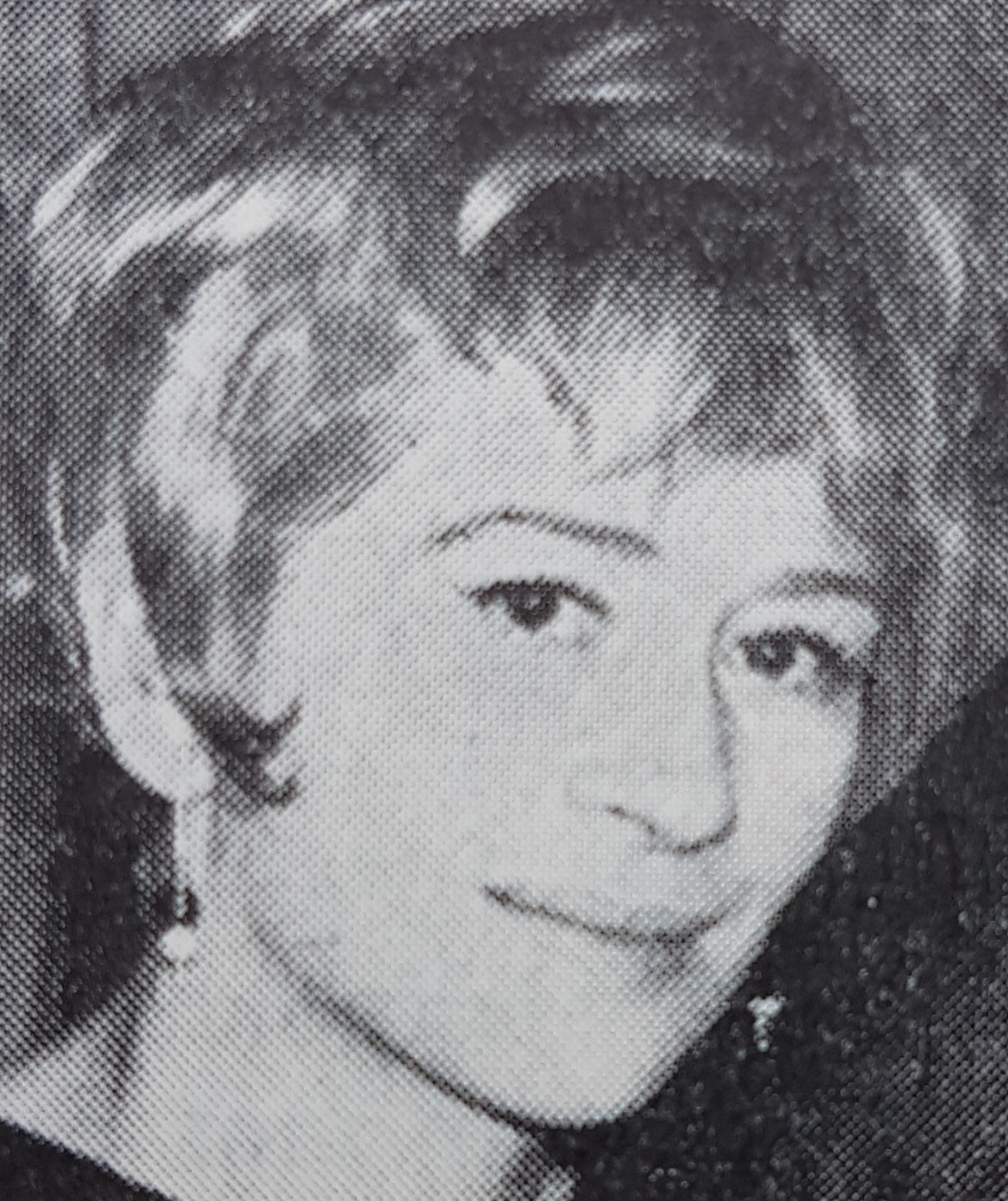
Thorell, bild från Svenskt konstnärslexikon.

Ragnhild Linnéa Thorell, född 10 oktober 1934 i Västervik, är en svensk målare.
Hon är dotter till skogsmästaren Ragnar Thorell och Linnéa Broberg. Thorell studerade vid Slöjdföreningens skola i Göteborg 1953–1954 och för Hugo Zuhr 1954–1959 på Kungliga konsthögskolan samt genom självstudier under resor till Spanien, Frankrike, Leningrad och Italien. Hon har tilldelats stipendium från H Ax:son Johnsons stiftelse 1956, 1958 och ett stipendium från Fredrika Bremerförbundet samt Stockholms stads kulturstipendium 1966. Tillsammans med Kjerstin Halden ställde hon ut i Eksjö och hon medverkade i samlingsutställningar i bland annat Borlänge. Hon var representerad i utställningen Junge Kunst der Welt som visades i Wien 1963 och i Stockholmssalongerna på Liljevalchs konsthall. Hennes konst består av figurer och landskapsmålningar utförda i  olja.